# Union européenne des géosciences
Pour les articles homonymes, voir Union européenne (homonymie) et EGS.
 (octobre 2024).
L'Union européenne des géosciences (en anglais : European Geosciences Union ou EGU) est une société savante internationale multidisciplinaire pour les professionnels des sciences de la Terre et de l'espace ainsi que les sujets connexes. Les objectifs de l'EGU sont la promotion de ces sciences et la coopération entre chercheurs.

## Histoire
L'Union européenne des géosciences est le résultat de la fusion de l'Union européenne de géophysique (EGS) et de l'European Union of Geosciences (EUG), le 7 septembre 2002.

## Publications
L'EGU publie plusieurs revues scientifiques, des comptes-rendus, des ouvrages, ainsi qu'une newsletter scientifique.
Les revues scientifiques publiées par l'EGU sont toutes en accès libre et suivent un processus d'édition et d'évaluation par les pairs participatif et interactif. Elles sont publiées en ligne et en papier par Copernicus Publications :
- Annales Geophysicae[Site 1] ;
- Atmospheric Chemistry and Physics[Site 2] ;
- Atmospheric Measurement Techniques[Site 3] ;
- Biogeosciences[Site 4] ;
- Climate of the Past[Site 5] ;
- Earth Surface Dynamics[Site 6] ;
- Earth System Dynamics[Site 7] ;
- Geochronology[Site 8] ;
- Geoscience Communication[Site 9] ;
- Geoscientific Instrumentation, Methods and Data Systems[Site 10] ;
- Geoscientific Model Development[Site 11] ;
- Hydrology and Earth System Sciences[Site 12] ;
- Natural Hazards and Earth System Sciences[Site 13] ;
- Nonlinear Processes in Geophysics[Site 14] ;
- Ocean Science[Site 15] ;
- Solid Earth[Site 16] ;
- SOIL[Site 17] ;
- The Cryosphere[Site 18] ;
- Weather and Climate Dynamics[Site 19].

L'EGU publie également des comptes-rendus de colloques et des articles spéciaux, en accès libre, dans Advances in Geosciences (version papier imprimée à la demande) ; The Encyclopedia of Geosciences est une encyclopédie en ligne constituant un ouvrage de référence issue de la sélection et compilation d'articles de revues scientifiques ; enfin Stephan Mueller Special Publication Series est une série de publications interdisciplinaire de communiqués, courts mais autonomes, en sciences de la Terre, des planètes et du système solaire, publiées en ligne et imprimables à la demande. Ces publications sont toutes disponibles en ligne, au minimum par les informations bibliographiques et un résumé, et pour celles en accès libre, intégralement sans abonnement. 
EGU Letters est une publication en ligne se rapprochant du format de la lettre d'information, publiant des articles courts sélectionnés parmi ceux considérés comme les plus marquants et les plus innovants dans les revues à comité de lecture de l'EGU. Le but est double : informer rapidement la communauté géoscientifique des dernières découvertes et les rendre accessible au médias généralistes et au grand public.
De 2005 à 2009, l'EGU a publié la revue eEarth, uniquement en version électronique et entièrement en accès libre. eEarth a été l'une des premières publications à comité de lecture, dans le champ des géosciences, à concrétiser une approche plus interactive de la publication scientifique, plus ouverte sur l'échange et la collaboration que les publications traditionnelles, à l'image du système de pré-publications arXiv pour la physique et les sciences de l'Univers (le système de relecture qui précédait la publication (l'équivalent d'arXiv pour les sciences de la Terre était « Earth ArXiv »). En 2009, eEarth laisse la place à Solid Earth, qui reprend le système interactif de relecture mais est publié à la fois en ligne et en papier.

## Prix et médailles décernées
Chaque année, lors de l'assemblée générale qui se tient en parallèle avec un congrès scientifique s'étalant sur une semaine qui ayant lieu, dans les années 2010, à Vienne (Autriche), plusieurs prix scientifiques et médailles honorifiques, environ une quarantaine, sont décernées.